# ITF Sumter
Das ITF Sumter ist ein Tennisturnier der ITF Women’s World Tennis Tour, das in Sumter ausgetragen wird. Veranstaltungsort des Turniers ist der Palmetto Tennis Center.
Offizielle Namen der Turniere bis heute:
- 2008–: Palmetto Pro Open
- 2017: Palmetto Pink Open

## Siegerliste

### Einzel
| Jahr | Kategorie | Siegerin            | Finalgegnerin        | Ergebnis       |
| ---- | --------- | ------------------- | -------------------- | -------------- |
| 2008 | $10.000   | Mallory Cecil       | Theresa Logar        | 3:6, 7:66, 6:4 |
| 2009 | $10.000   | Petra Rampre        | Anda Perlanu         | 6:1, 6:4       |
| 2010 | $10.000   | Jelena Pandzic      | Alexia King          | 6:2, 1:6, 6:2  |
| 2011 | $10.000   | Alexia King         | Brooke Austin        | 6:3, 7:5       |
| 2012 | $10.000   | Louisa Chirico      | Victoria Duval       | 6:4, 6:3       |
| 2013 | $10.000   | Jamie Loeb          | Brooke Austin        | 6:4, 6:3       |
| 2014 | $10.000   | Brooke Austin       | Nadja Gilchrist      | 7:65, 2:6, 6:1 |
| 2015 | $25.000   | Mayo Hibi           | Lauren Embree        | 6:4, 3:6, 6:4  |
| 2016 | $25.000   | Catherine Bellis    | Walerija Solowjowa   | 6:1, 6:3       |
| 2017 | $25.000   | Ashely Lahey        | Francesca Di Lorenzo | 6:3, 7:64      |
| 2017 | $25.000   | Taylor Townsend     | Ulrikke Eikeri       | 6:2, 6:1       |
| 2018 | $25.000   | Taylor Townsend     | Alizé Lim            | kampflos       |
| 2019 | W25       | Hailey Baptiste     | Victoria Duval       | 6:2, 7:5       |
| 2021 | W25       | Peyton Stearns      | Fernanda Contreras   | 6:1, 6:2       |
| 2022 | W25       | Sophie Chang        | Hanna Chang          | 6:2, 4:6, 7:65 |
| 2023 | W60       | Julija Starodubzewa | Karman Thandi        | 6:75, 7:5, 6:4 |

### Doppel
| Jahr | Kategorie | Siegerinnen                       | Finalgegnerinnen                      | Ergebnis          |
| ---- | --------- | --------------------------------- | ------------------------------------- | ----------------- |
| 2008 | $10.000   | Brooke Bolender Beatrice Capra    | Anna Lubinsky Bo Verhulsdonk          | 2:6, 6:2, [10:6]  |
| 2009 | $10.000   | Allie Will Caitlyn Williams       | Mami Inoue Kyle McPhillips            | 6:4, 6:4          |
| 2010 | $10.000   | Alexandra Mueller Ashley Weinhold | Alexandra Leatu Nicole Melichar       | 6:1, 6:3          |
| 2011 | $10.000   | Bojana Bobusic Nicola Slater      | Ebony Panoho Storm Sanders            | 4:6, 7:5, [10:6]  |
| 2012 | $10.000   | Jan Abaza Nicola Slater           | Elizabeth Ferris Mayo Hibi            | 7:61, 6:3         |
| 2013 | $10.000   | Kristy Frilling Alexandra Mueller | Jamie Loeb Sanaz Marand               | 6:4, 6:3          |
| 2014 | $10.000   | Sophie Chang Andie K. Daniell     | Sonja Molnar Caitlin Whoriskey        | 6:1, 6:3          |
| 2015 | $25.000   | Alexandra Mueller Ashley Weinhold | Jacqueline Cako Danielle Lao          | 5:7, 7:5, [10:6]  |
| 2016 | $25.000   | Ashley Weinhold Caitlin Whoriskey | Jamie Loeb Carol Zhao                 | 7:65, 6:1         |
| 2017 | $25.000   | Kaitlyn Christian Giuliana Olmos  | Ellen Perez Luisa Stefani             | 6:2, 3:6, [10:7]  |
| 2017 | $25.000   | Jessica Pegula Taylor Townsend    | Alexandra Mueller Caitlin Whoriskey   | 4:6, 7:5, [10:5]  |
| 2018 | $25.000   | Astra Sharma Luisa Stefani        | Julia Elbaba Xu Shilin                | 2:6, 6:3, [10:5]  |
| 2019 | W25       | Brynn Boren Caitlin Whoriskey     | Vladica Babic Hayley Carter           | 6:4, 6:4          |
| 2021 | W25       | Emina Bektas Catherine Harrison   | Paige Hourigan Aldilia Sutjiadi       | 7:5, 6:4          |
| 2022 | W25       | Kylie Collins Peyton Stearns      | Allura Zamarripa Maribella Zamarripa  | 6:3, 5:7, [10:7]  |
| 2023 | W60       | Maria Mateas Anna Rogers          | McCartney Kessler Julija Starodubzewa | 6:4, 6:73, [10:6] |

## Quelle
- ITF Homepage